# Verwaltungshaus Finkenberg
Das Verwaltungshaus Finkenberg in Syke, Finkenberg 1, stammt vom Ende des 19. Jahrhunderts.
Das Gebäude steht unter Denkmalschutz.

## Geschichte
Neben der denkmalgeschützten Villa Finkenberg steht   westlich von Syke auf der Anhöhe Finkenburg das ein- und zweigeschossige verputzte Verwaltungshaus. Das langgestreckte Gebäude wird gegliedert durch zwei quergestellte Bauten mit Walmdach, an die zwei Anbauten anschließen. Das Gebäude wird für Büro und Wohnzwecke genutzt.